# Distrito de Bukomansimbi
El distrito de Bukomansimbi es uno de los ciento once distritos que dan origen a la actual organización territorial de la República de Uganda. Su ciudad capital es la ciudad de Bukomansimbi.

## Localización
Este distrito se sitúa al sur del distrito de Gomba, al oeste del distrito de Kalungu, al noroeste del distrito de Masaka, al sureste del distrito de Sembabule y al noreste del distrito de Lwengo.

## Población
El distrito de Bukomansimbi cuenta con una población total de 151 413 habitantes según las cifras suministradas por el censo poblacional llevado a cabo durante el año 2014 en Uganda.